# چهارحد

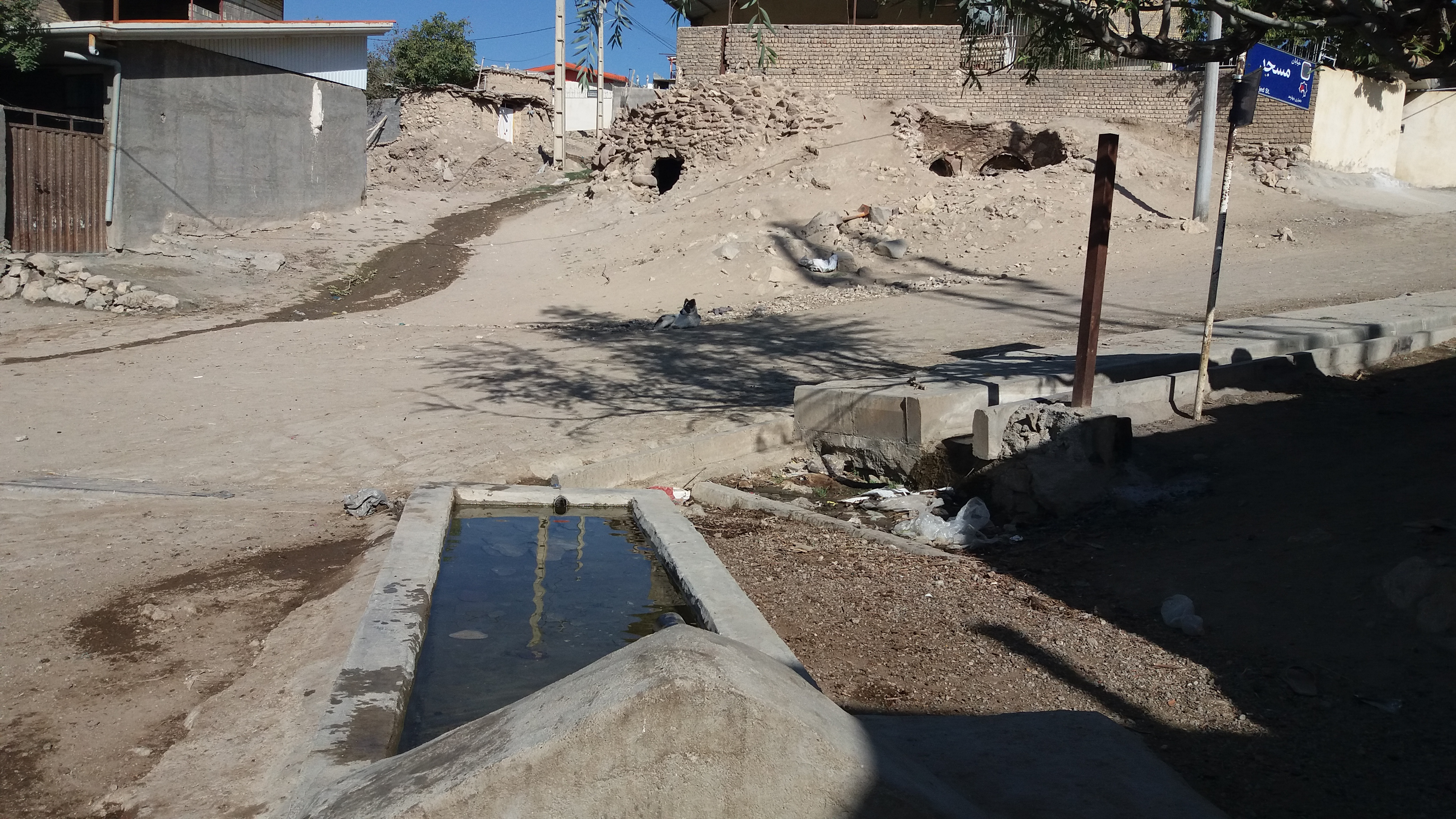
مرکز روستا

چهارحد یک روستا در ایران است که در دهستان دوزج واقع شده‌است. چهارحد ۱۹۳ نفر جمعیت دارد.
درباره چهارحد(برگرفته از لغتنامه دهخدا) 
چارحد. [ ح َ ] (اِخ ) چهارحد، دهی جزء بخش خرقان شهرستان ساوه ، ۴۲ هزارگزی باختر رازقان و ۱۸ هزارگزی راه عمومی . کوهستانی و سردسیر با۵۸۹ تن سکنه و آب آن از چشمه سار و رود محلی ، محصول آنجا غلات, سیب, گیلاس, آلبالو, هلو, شلیل, لبنیات و عسل ، شغل اهالی آن زراعت و گله داری و قالیچه و جاجیم و گلیم بافی است. (فرهنگ جغرافیائی ایران ج ۵). 

## نگارخانه

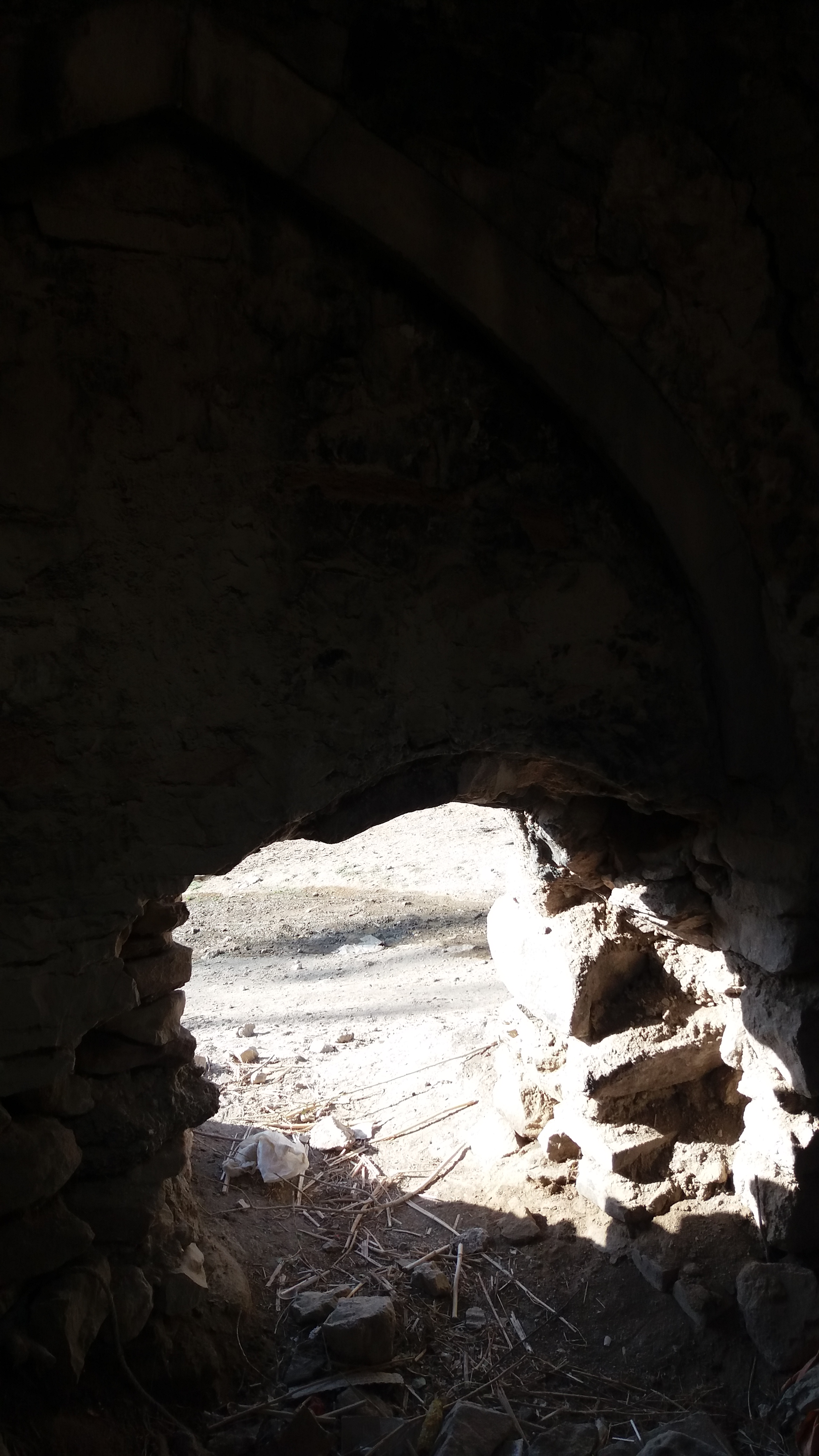
خرابه حمام قدیمی
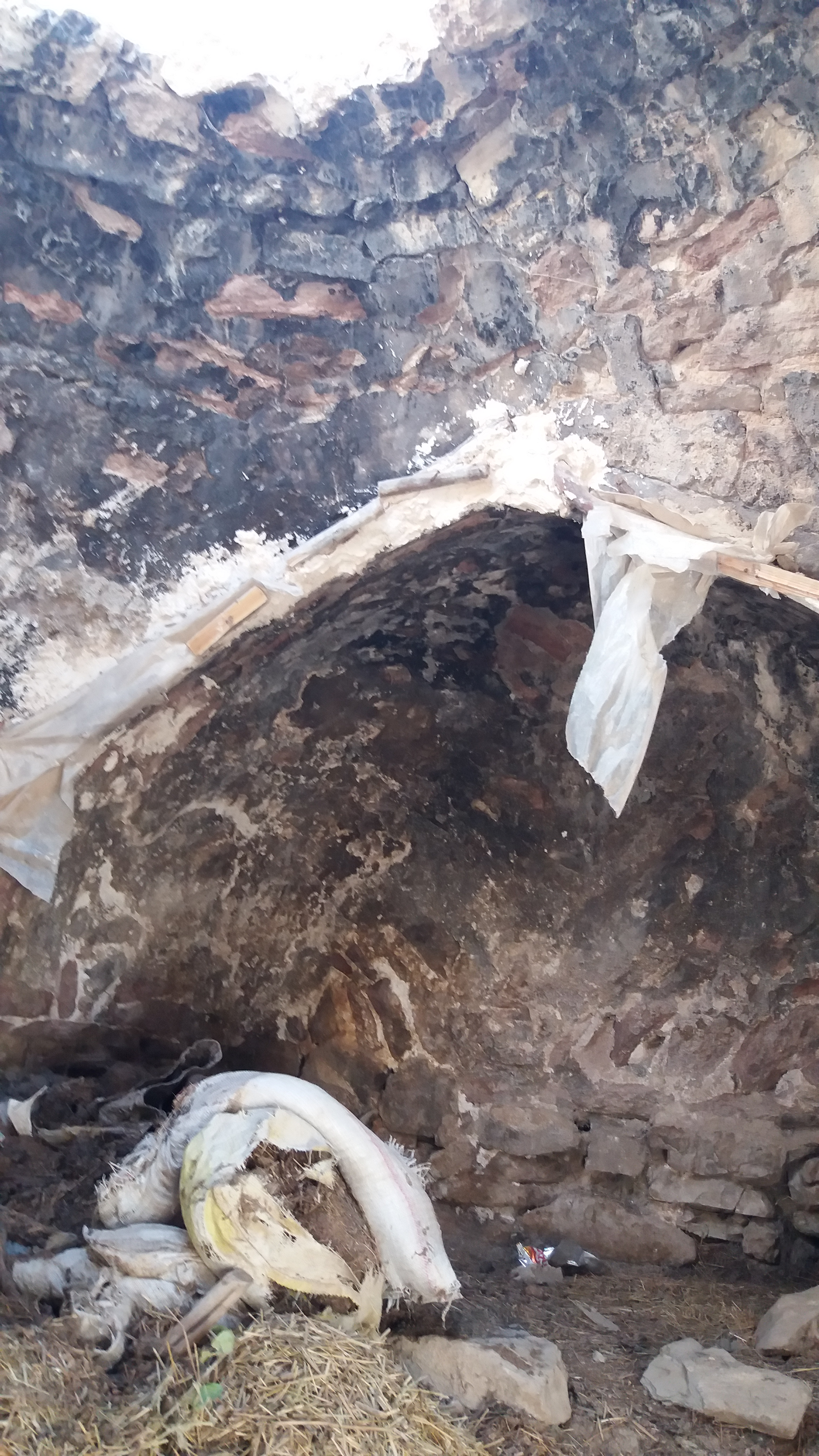
خرابه حمام قدیمی
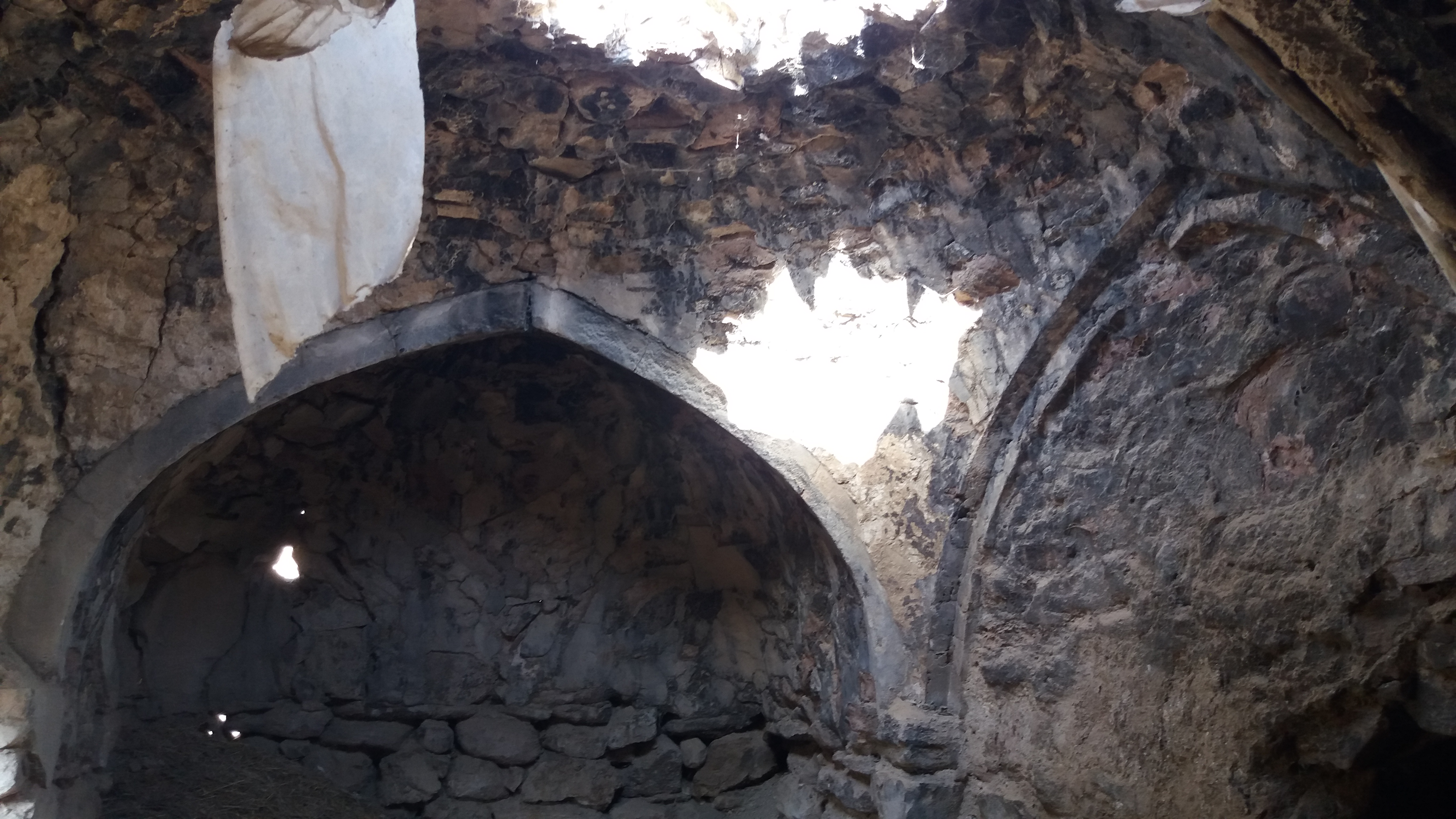
خرابه حمام قدیمی

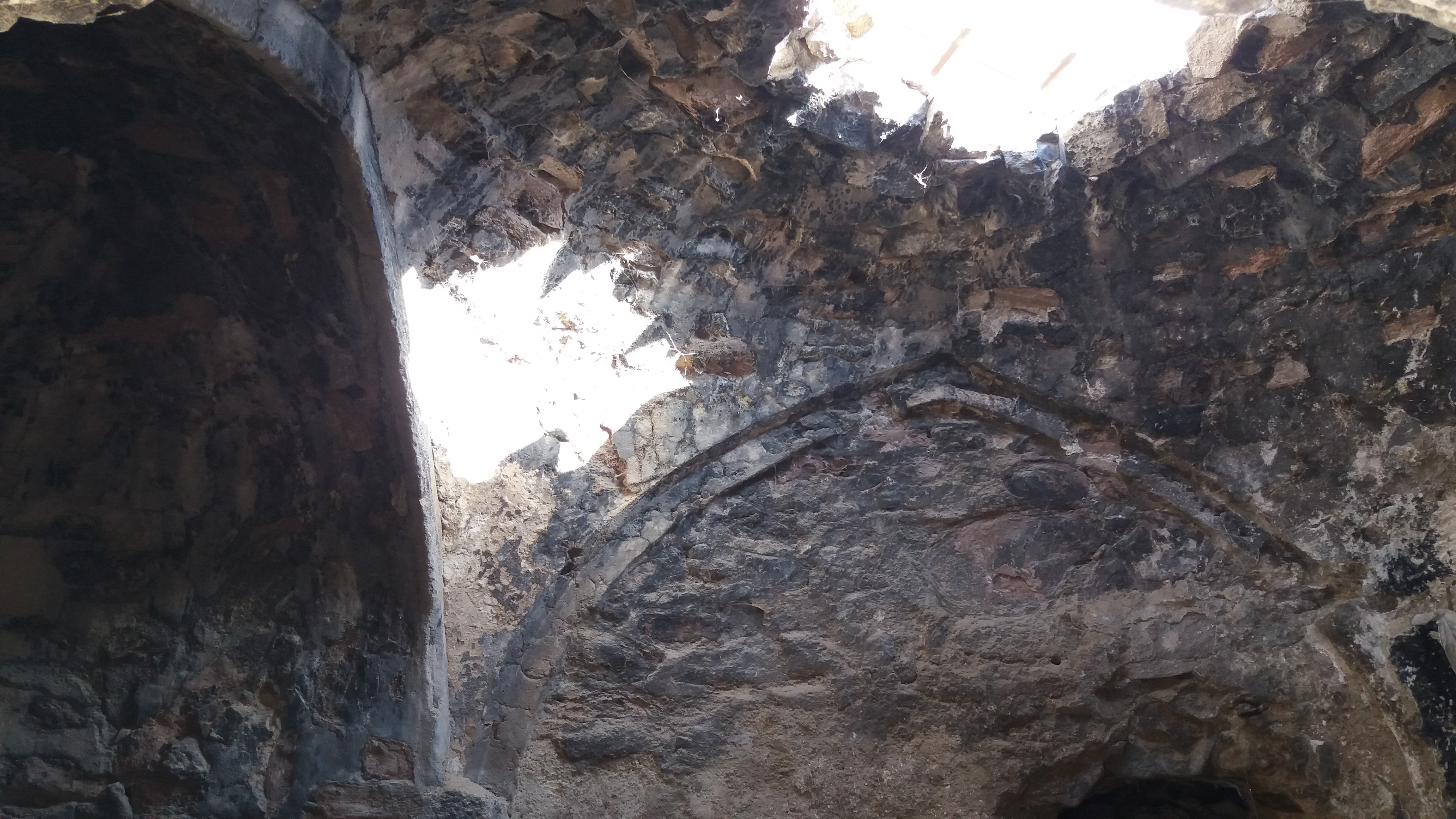
خرابه حمام قدیمی
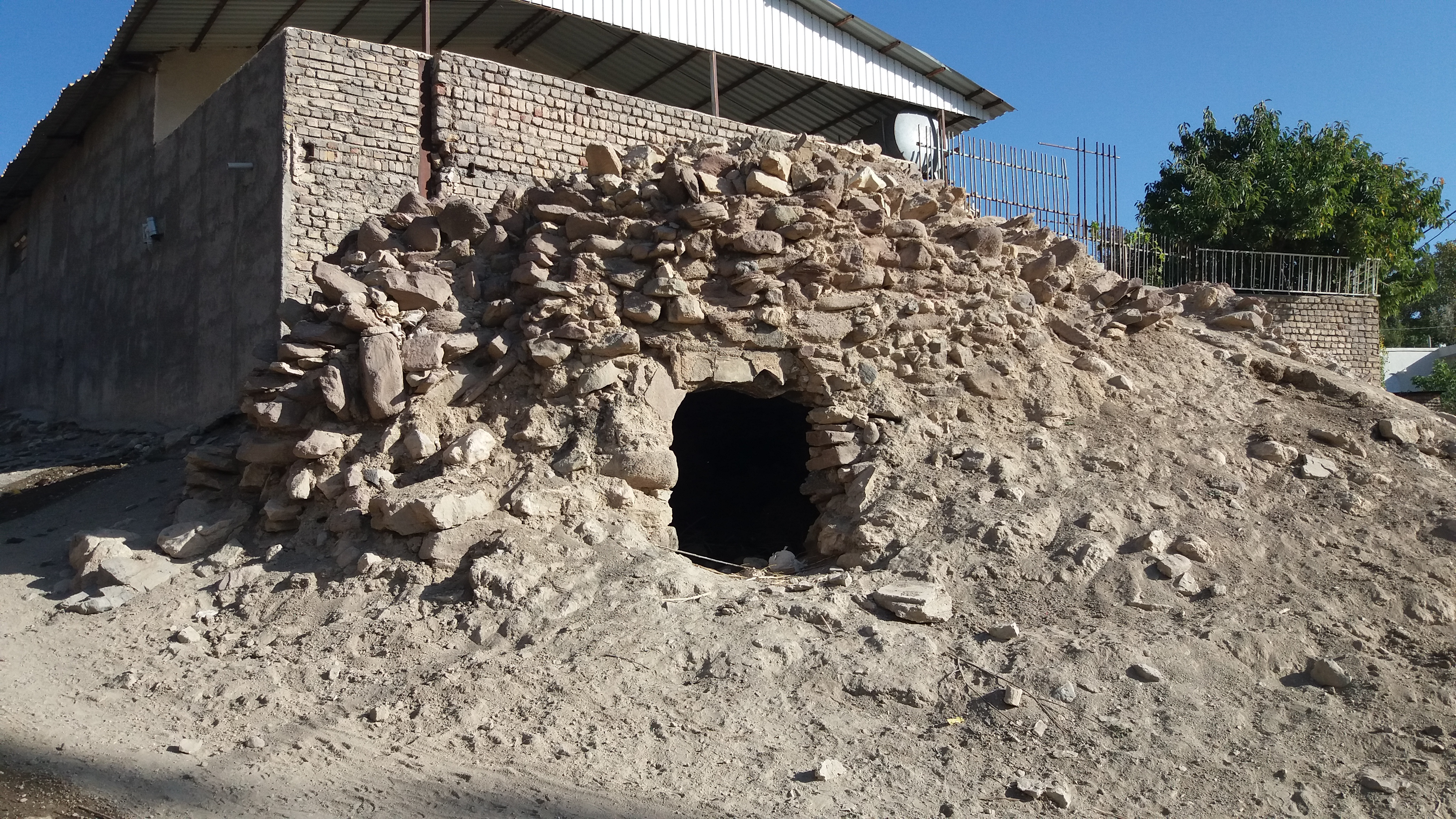
مخروبه حمام کهنه
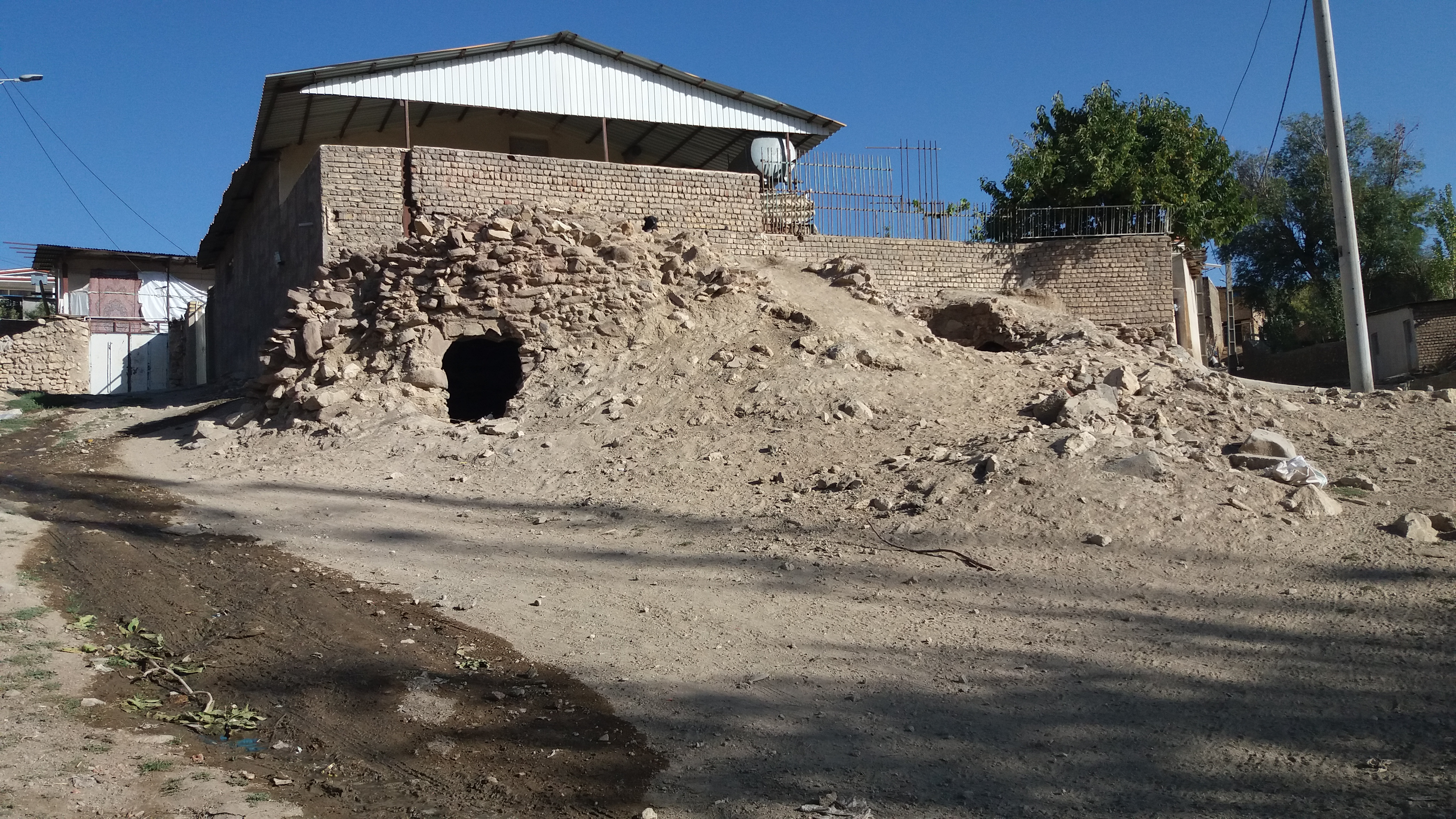
مخروبه حمام قدیمی

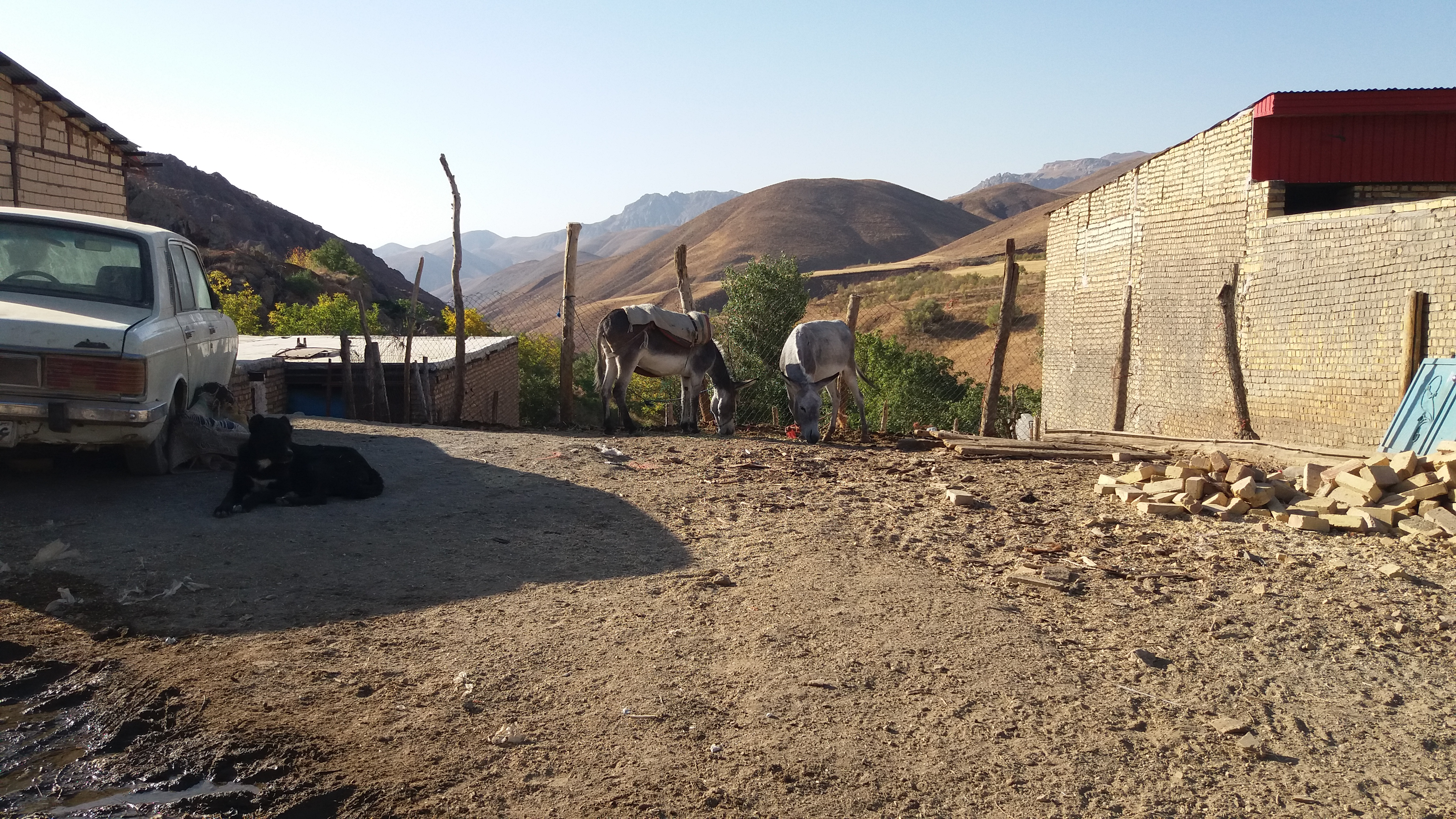
چشم اندازی از نزدیک
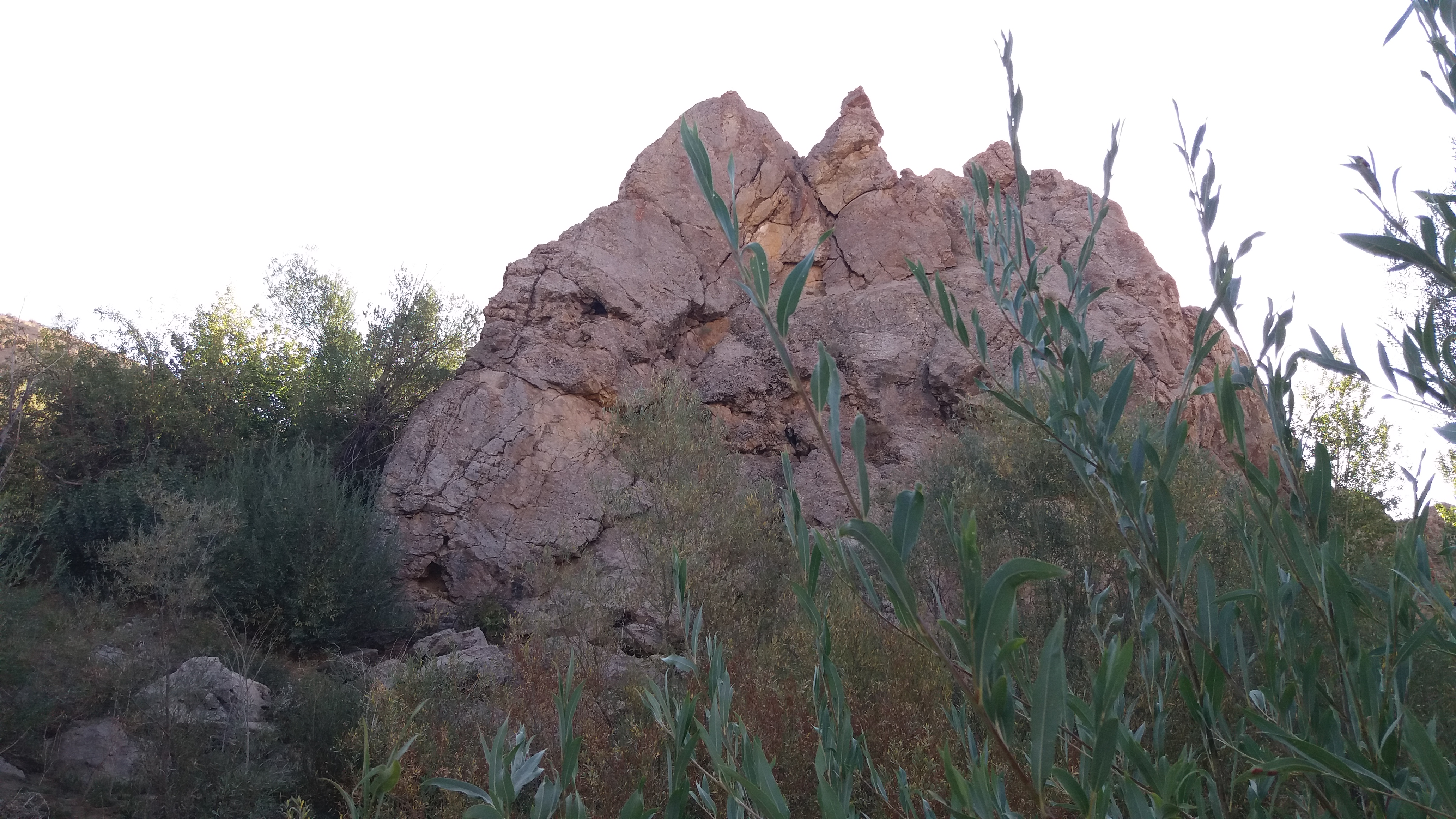
طبیعت چهارحد
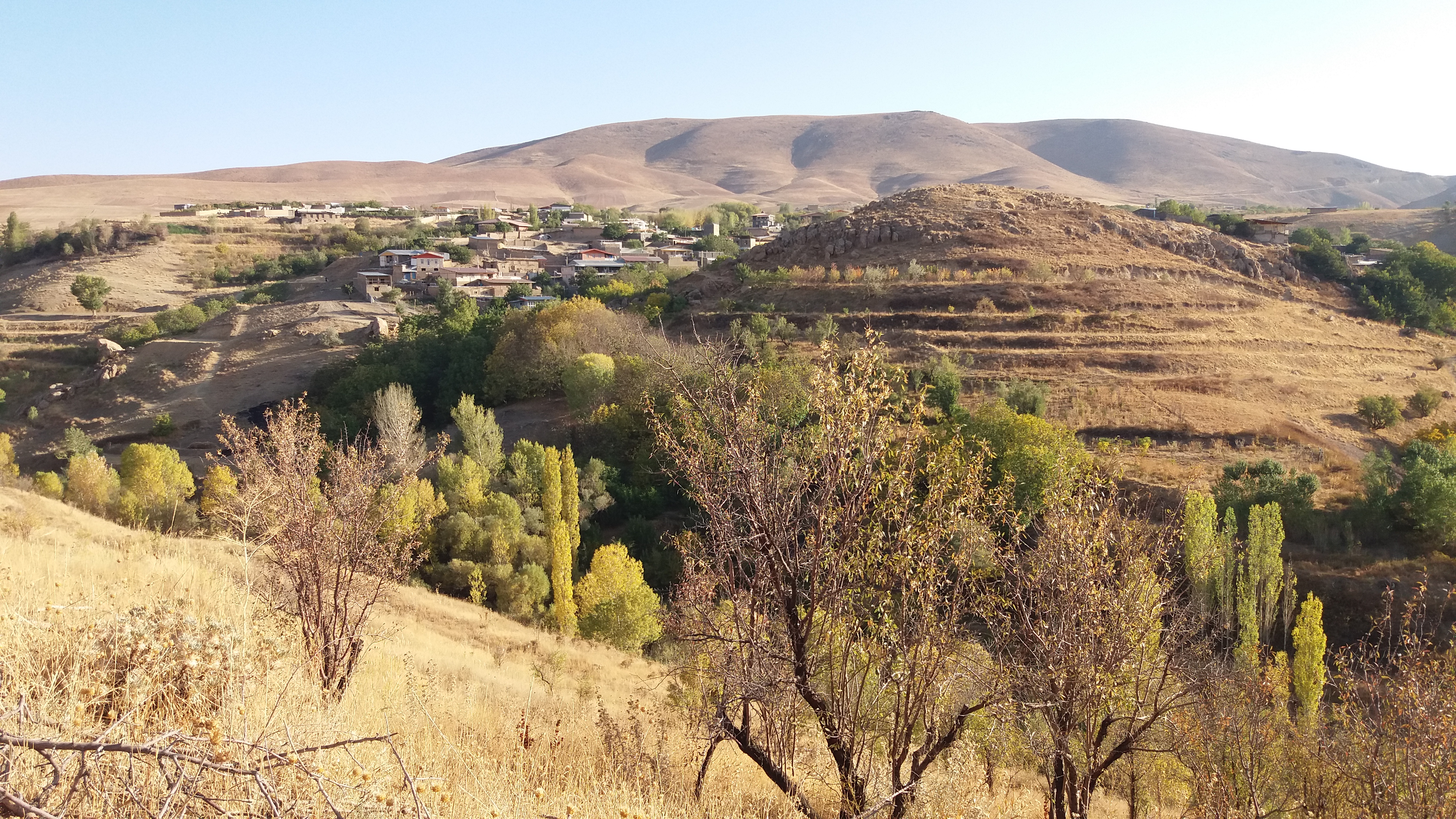
چشم اندازی از دور